# Jean-Frédéric Ier de Saxe
Jean-Frédéric Ier dit le Magnanime (en allemand : Friedrich der Grossmütige), né le 30 juin 1503 à Torgau et mort le 3 mars 1554 à Weimar, est un prince de la maison de Wettin, fils de l'électeur Jean Ier de Saxe et de Sophie de Mecklembourg. Il a été le dernier électeur de Saxe de la branche ernestine des Wettin régnant de 1532 jusqu'à la perte de la dignité électorale en 1547. Après la capitulation de Wittemberg, il régna seulement sur les domaines du duché ernestin de Saxe en Thuringe jusqu'à sa mort.
Comme ses prédécesseurs Frédéric III le Sage et Jean Ier le Constant, il fut un des grands protecteurs de Luther et de la Réforme protestante. Il a également posé les fondements de l'université d'Iéna créée en 1558.

## Biographie

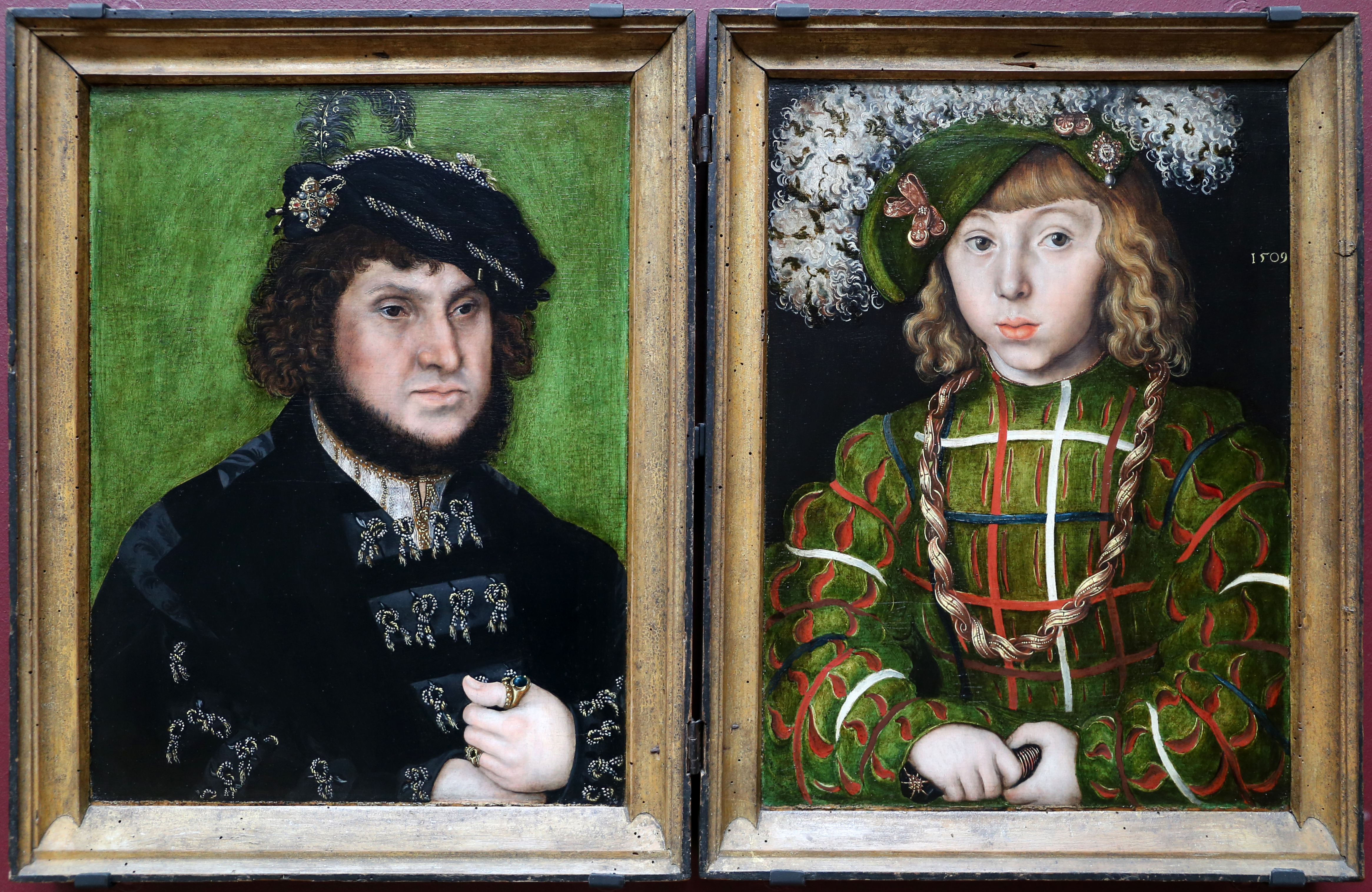
Double portrait de Jean-Frédéric et de son père Jean Ier par Lucas Cranach, 1509.

Jean-Frédéric Ier est le fils ainé de l'électeur Jean Ier de Saxe (1468-1532) et de sa première épouse Sophie (1481-1503), fille du duc Magnus II de Mecklembourg. Sa mère est morte en lui donnant la vie, et son père fit faire son portrait par Lucas Cranach l'Ancien en 1509 où il est représenté comme un enfant timide (National Gallery). Le 9 février 1527 à Torgau, il épousa sa fiancée Sibylle (1512-1554), fille du duc Jean III de Clèves.
Il fut électeur de Saxe et landgrave de Thuringe à la suite de la mort de son père le 16 août 1532. Un partisan de la Réforme protestante, comme précédemment son père et son oncle, il encourage la consolidation de l'Église évangélique et la mission de l'université de Wittemberg. Il s'est également efforcé de trouver une relation relativement équilibrée avec son cousin le duc George le Barbu de la branche albertine de la maison de Saxe.
Néanmoins, en tant que chef de la ligue de Smalkade et leader des princes protestants, il s'est avéré maladroit : dans l'évêché de Naumbourg, il lutte contre l'évêque catholique Julius von Pflug et le remplace par le réformateur protestant Nicolaus von Amsdorf en 1542 — au grand déplaisir de l'empereur Charles Quint qui a vu confirmées les pires de ses craintes. En s'emparant du couvent de Wurzen, il lésa les droits de son cousin albertin Maurice de Saxe. 

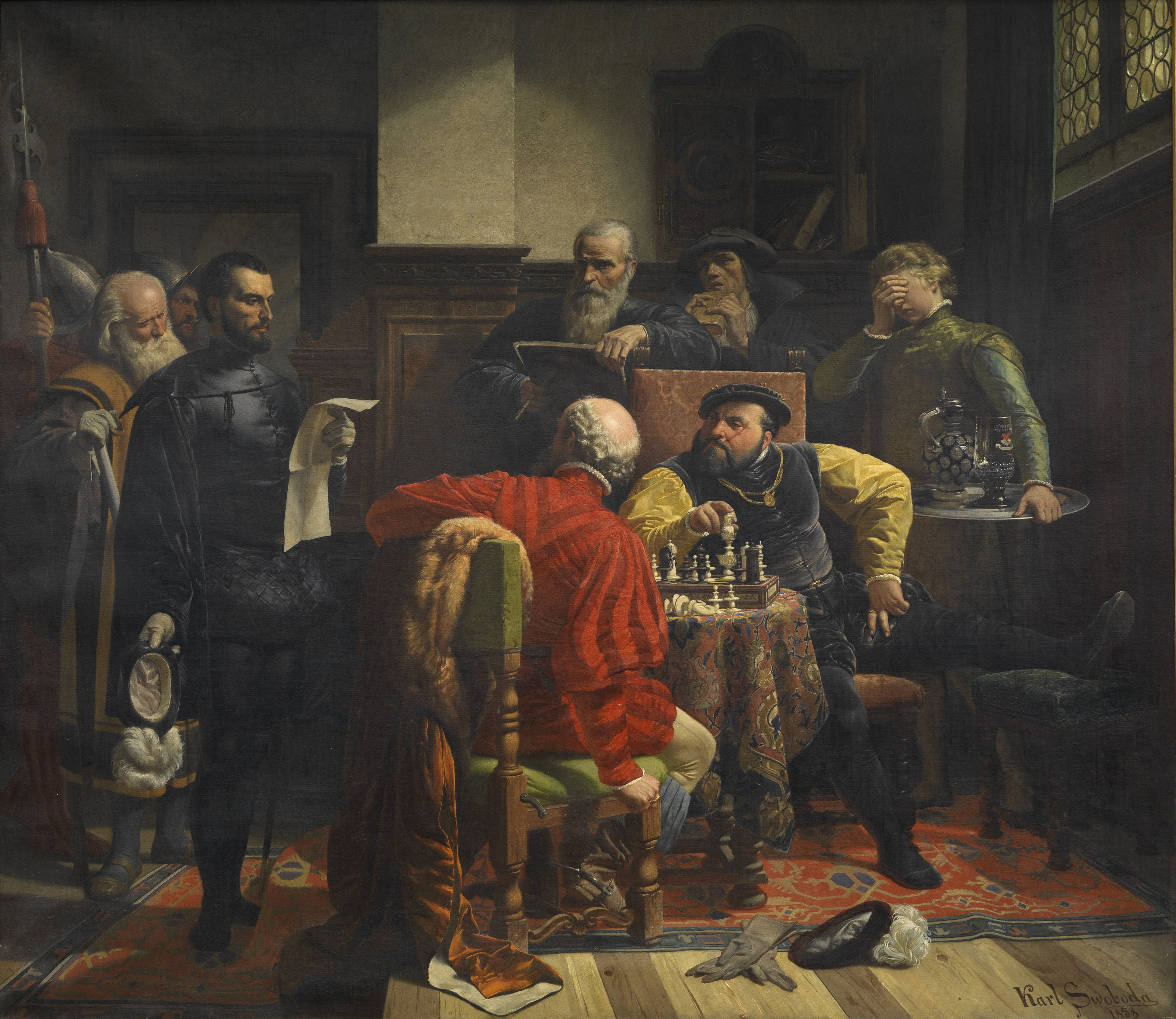
Le prononcé de l'arrêt de mort (peinture de 1858).

En juillet 1546, la capture du duc catholique Henri II de Brunswick-Wolfenbüttel par les forces de Jean-Frédéric et de son allié Philippe Ier de Hesse leur a valu la mise au ban de l'Empire. Dans la guerre de Smalkalde qui s'est ensuivie, Maurice de Saxe se met sur le côté de l'empereur et ses troupes accaparèrent celles de son cousin ernestin à la bataille de Muehlberg le 24 avril 1547. Après sa défaite, Jean-Frédéric est emprisonné et condamné à mort ; il a reçu le jugement avec indifférence lors d'un jeu d'échecs avec son ami Ernest III de Brunswick-Grubenhagen. Par l'intercession des princes et notamment de Maurice de Saxe, sa condamnation a été suspendue et commuée en une peine d'emprisonnement à perpétuité. Toutefois, il eut la vie sauve en abandonnant ses droits d'électorat et la plupart de ses possessions en faveur de son cousin.
Jean-Frédéric reste optimiste : encore en 1547, il a lancé la construction du château de Fröhliche Wiederkunft (littéralement, « château du Retour Joyeux ») à Woltersdorf en Thuringe ; peu tard, il a fondé la haute école d'Iéna, précurseur de l'université. L'empereur essaya en vain de l'amener à accepter l'intérim d'Augsbourg. Le vent a tourné quand son cousin l'électeur Maurice, pour sa part, est entré en conflit avec Charles Quint. Après la paix de Passau conclue en 1552, Jean-Frédéric a été libéré et établit sa résidence à Weimar, capitale de son duché de Saxe. L'année suivante, il est parvenu à obtenir les domaines de Saxe-Cobourg à la suite de la mort de son demi-frère cadet Jean-Ernest. 

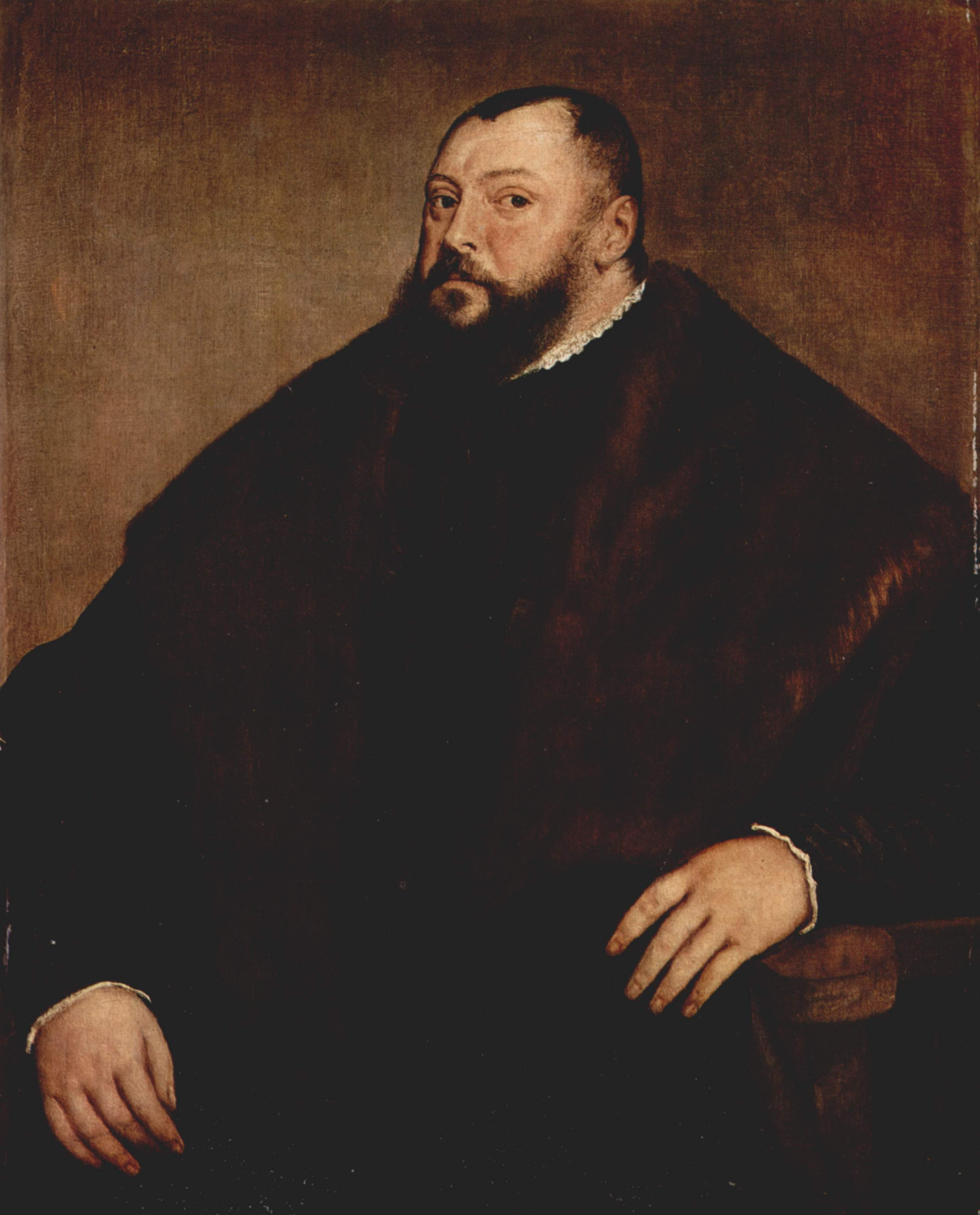
Portrait de Jean-Frédéric par Titien, vers 1551.

Maurice de Saxe meurt le 9 juillet 1553 pendant la bataille de Sievershausen contre les forces du margrave Albert II Alcibiade de Brandebourg-Culmbach. Le 24 février 1554 à Naumbourg, son frère et successeur Auguste Ier conclura un accord avec Jean-Frédéric et ses fils concernant la répartition des domaines albertins et ernestins. À peine quelques jours plus tard, Jean-Frédéric Ier de Saxe meurt et est enterré dans l'église Saint-Pierre-et-Paul de Weimar. Sous le règne de ses fils Jean-Frédéric II, Jean-Guillaume et Jean-Frédéric III les partitions multiples des duchés ernestins ont commencé.

## Union et postérité
Jean-Frédéric Ier épouse, le 9 février 1527 à Torgau, Sibylle de Clèves (morte en 1554), fille de Jean III de Clèves et Marie de Juliers-Berg. 
Il a eu quatre enfants :
- Jean-Frédéric II (1529-1595), duc de Saxe. En 1555 il épousa Agnès de Hesse (morte en 1555), fille du landgrave Philippe Ier de Hesse, puis en 1558 il épousa Élisabeth du Palatinat, fille de l'électeur palatin du Rhin Frédéric III ;
- Jean-Guillaume, duc de Saxe-Weimar (1530-1573) ;
- Jean-Ernest (1535) ;
- Jean-Frédéric III duc de Saxe-Gotha (1538-1565).